# فتاة الثلج (مسلسل تلفزيوني)
فتاة الثلج (بالإسبانية: La chica de nieve) هو مسلسل تلفزيوني إسباني مليء بالغموض والإثارة يستند إلى رواية من تأليف خافيير كاستيلو وبطولة ميلينا سميت.

## الحبكة
تتعقب المؤامرة الصحفية المتدربة ميرين ، التي بدأت في البحث عن مكان الفتاة المفقودة أمايا مارتن ، التي اختفت خلال عام 2010 في موكب المجوس في مالقة. بمساعدة الصحفي إدواردو ، قامت بإجراء تحقيق موازٍ مع المفتش بيلين ميلان.

## طاقم التمثيل
- ميلينا سميت في دور ميرين روجو.[2]
- خوسيه كورونادو في دور إدواردو.[2]
- عائشة فيلاغران في دور بيلين ميلان.[2]
- تريستان أولوا في دور ديفيد لوك.[2]
- لوريتو مولين في دور آنا نونيز.[2]
- جوليان فيلاجران.[1]
- راؤول برييتو.[1]
- سيسيليا فريري.[1]

## إنتاج
تولى كل من خيسوس ميساس وخافيير أندريس رويج مهام الكتابة بينما قام ديفيد أولوا ولورا ألفيا بإخراج الحلقات. تم إنتاج المسلسل بواسطة Atípica Films. تم تصويره بين مالقة ومدريد.

## الإصدار
أصدرت نتفليكس المسلسل في 27 يناير 2023.